# Viirelaid (Kuusnõmme laht)
Viirelaid ist eine unbewohnte Insel, 200 Meter von der größten estnischen Insel Saaremaa entfernt. Die Insel liegt in der Landgemeinde Saaremaa im Kreis Saare. Sie gehört zum Nationalpark Vilsandi.
Viirelaid ist 140 Meter lang und 40 Meter breit.